# Massimiliano Mirabelli
Massimiliano Mirabelli (Rende, 15 agosto 1969) è un dirigente sportivo italiano, responsabile dell'area tecnica e direttore sportivo del Padova.

## Biografia
Nato a Rende, in provincia di Cosenza, il 15 agosto 1969, è sposato dal 2002 con Serena Arcuri. La coppia ha due figlie: Loredana (nata nel 2004) e Chiara (nata nel 2009).
Dopo alcuni anni da calciatore (ex Crotone), inizia la sua carriera da dirigente al Rende con cui vince l'Eccellenza Calabria 1996-1997.
Nel corso della stessa stagione sportiva collabora anche con l'Empoli come osservatore. Nella stagione 1997-1998 diventa direttore sportivo del San Calogero con cui vince il campionato di Promozione (girone B). Passa quindi alla squadra dell'Acri, con la quale vince nuovamente l'Eccellenza Calabria 1999-2000, mentre l'anno successivo diventa direttore sportivo della Rossanese, vincendo ancora una volta il campionato di Eccellenza Calabria 2000-2001.
Nel 2001 torna quindi al Rende, guidato dal presidente Franco Ippolito Chiappetta, con cui ottiene diversi successi in sequenza: due promozioni di fila (il Rende vince infatti l'Eccellenza Calabria 2002-2003 e il girone I della Serie D 2003-2004) e, nella stagione 2005-2006, la finale dei play off per la promozione in Serie C1, persa contro il Taranto. Dal 2004 è inoltre iscritto all'Albo Speciale FIGC dei Direttori sportivi.
Nel 2007 il Rende assume la denominazione di Fortitudo Cosenza, ereditando la storia del fallito Cosenza Calcio: Mirabelli ne diventa direttore sportivo e affida la panchina del Cosenza a un allenatore esordiente, Domenico Toscano: il Cosenza vince subito il girone I della Serie D 2007-2008 e l'anno successivo il girone C della Lega Pro Seconda Divisione 2008-2009. La collaborazione di Mirabelli con il Cosenza si rompe il 12 luglio 2010, per contrasti con la nuova proprietà, salvo un successivo fugace ritorno a cavallo tra gennaio e febbraio 2011.
Dopo una breve esperienza come consulente di mercato alla Ternana nell’estate del 2011 diventa osservatore dell'Inter. Il 4 luglio 2013 si trasferisce per una stagione al club inglese del Sunderland, in Premier League. Il 3 luglio 2014 viene quindi ufficializzato il suo ritorno all'Inter come capo osservatore, incarico che lascia ufficialmente nel settembre 2016. Il 19 aprile 2017, dopo l'ufficializzazione del passaggio di proprietà del Milan da Fininvest all'imprenditore cinese Li Yonghong, Mirabelli diventa ufficialmente direttore sportivo e responsabile dell'area tecnica del club rossonero. Il 24 luglio 2018, in seguito al passaggio del Milan a Elliott Management Corporation, viene esonerato.
Il 23 gennaio 2022 viene assunto come responsabile dell’area tecnica e direttore sportivo dal Calcio Padova, subentrando al precedente DS Sean Sogliano, siglando un accordo fino al 30 giugno 2024. Nell'estate del 2023, rinnova il suo accordo in essere con il Padova sino al 30 giugno 2026. Il 25 aprile 2025 il Padova vince il Girone A di Serie C tornando in Serie B dopo sei anni di assenza.